# Тужиловка (Уфа)

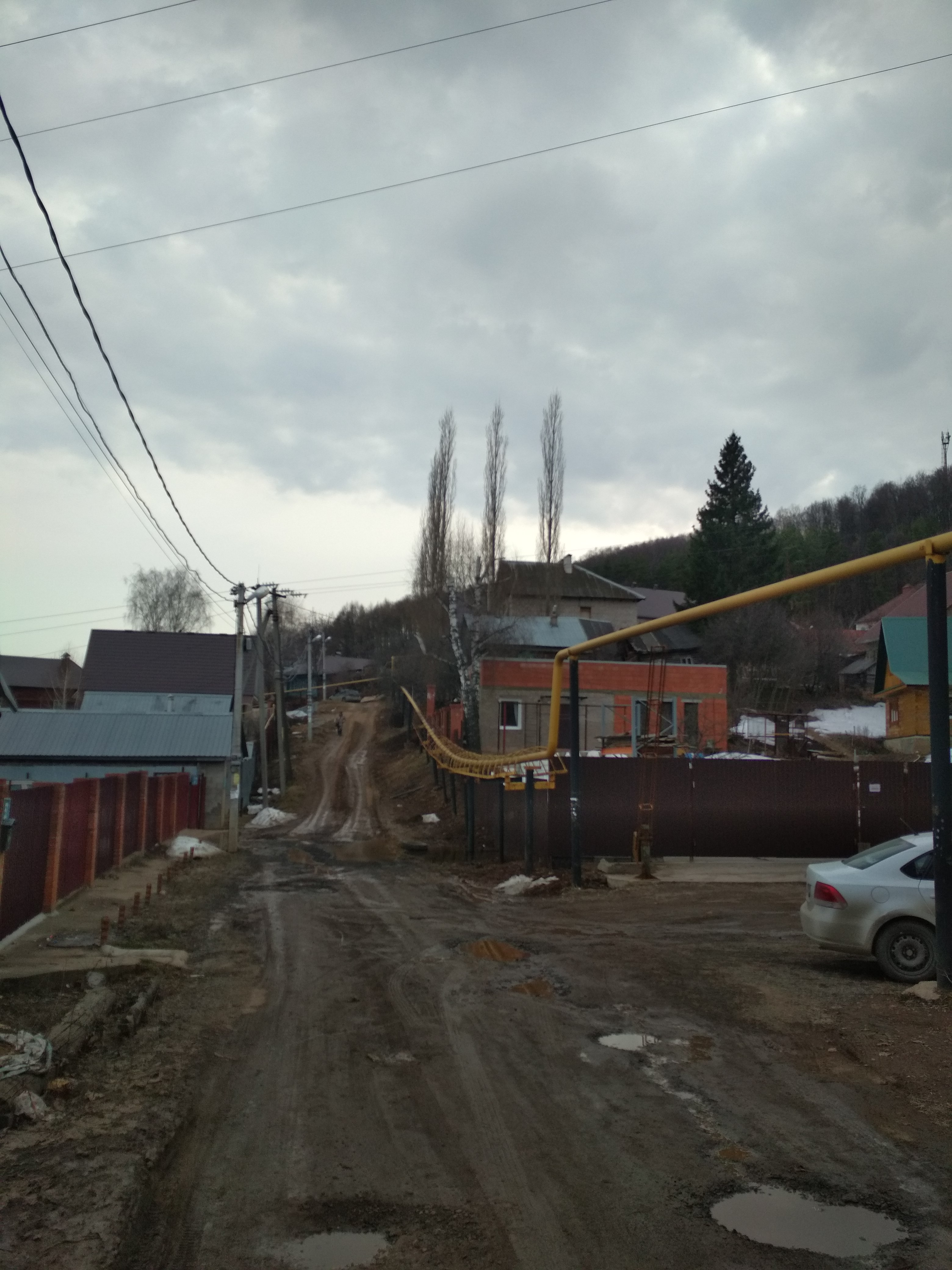
Вид на юг по ул. Ишимская

Тужиловка — микрорайон[уточнить] на берегу Уфы в северо-восточной части города Уфы, застроенный индивидуальными жилыми домами.
Население микрорайона составляет порядка 500 человек.

## История
Тужиловка основана в 1883 г. на терр. Уфимского уезда жителями д. Гуровка того же уезда на землях, арендованных у Я.П.Барсова. Была известна также под названием Яковлевка по имени землевладельца Якова Павловича Барсова, у которого переселенцы арендовали землю. С 1930-х гг. находилась в черте рабочего посёлка Черниковка (см. Черниковск). Ныне территория Октябрьского района Уфы (ул. Белоозёрская, Брянская, Ишимская, Мамина-Сибиряка).
Происхождение названия "тужиловка" местные жители объясняют тем, что переселенцы жили бедно по сравнению с жителями соседней деревни Глумилино, вот и "тужили". Второе объяснение - по названию склада лесопромышленника Тужилова.

## Географическое расположение
С западной части микрорайона расположена ул. Сипайловская, которая связывает восточные районы Уфы с центром. На востоке река Уфа. В шаговой доступности расположен ипподром Акбузат, один из двух уфимцских ТЦ Leroy Merlin, один из шести (в РФ) ТРЦ федеральной сети Планета.
На Белоозерской улице находится здание спортивной школы №5, в которой проводят занятия лыжным спортом, а прежде располагалась школа-восьмилетка.
Через восточную окраину Тужиловки по улицам Паромная и Ишимская с севера на юг через весь микрорайон проходит часть велопешеходного маршрута «Уфимское ожерелье». В октябре 2023 был благоустроен подъём по велопешеходной тропе от южной границы микрорайона до ГБУ Уфимская городская ветеринарная станция РБ около ипподромя Акбузат. Таким образом, у жителей микрорайона появилась связь ул. Ишимской с ул. Менделеева.